# Rafael Alarçón
Rafael Alarçón, né le 5 février 1977 à São Paulo, est un joueur professionnel de squash représentant le Brésil. Il atteint le 36e rang mondial en septembre 2010, son meilleur classement. Il est champion du Brésil à 16 reprises entre 1999 et 2017,.

## Biographie
Il commence par pratiquer le tennis de table et le tennis avant de remarquer un court de squash dans le gymnase où il s’entraîne. Trois mois après, il remporte son premier tournoi. Il est finaliste en simple des Jeux sud-américains de 2010 face à Miguel Ángel Rodríguez.

## Palmarès

### Titres
- Championnats du Brésil : 16 titres (1999-2003, 2005, etc.,2017)